# ديفيد هربرت دونالد
ديفيد هربرت دونالد (بالإنجليزية: David Herbert Donald)‏ (و. 1920 – 2009 م) هو مؤرخ العصر الحديث، ومؤرخ، وبروفيسور (أستاذ جامعي) من الولايات المتحدة الأمريكية ولد في غودمان.

## التعليم
تعلم في جامعة إلينوي في إربانا-شامبين.

## مناصب وهيئات
أدار جامعة هارفارد، وجامعة جونز هوبكينز، وجامعة كولومبيا.

## جوائز
حصل على جوائز منها زمالة غوغنهايم، وجائزة بوليتزر عن فئة السيرة الذاتية.